# Scinax parkeri
Scinax parkeri là một loài ếch trong họ Nhái bén.
Nó được tìm thấy ở Bolivia, có thể cả Brasil, và có thể cả Paraguay.
Các môi trường sống tự nhiên của chúng là các khu rừng khô nhiệt đới hoặc cận nhiệt đới, rừng ẩm vùng đất thấp nhiệt đới hoặc cận nhiệt đới, xavan ẩm, vùng đất ẩm có cây bụi nhiệt đới hoặc cận nhiệt đới, đồng cỏ nhiệt đới hoặc cận nhiệt đới vùng ngập nước hoặc lụt theo mùa, hồ nước ngọt có nước theo mùa, đầm nước ngọt có nước theo mùa, vùng đồng cỏ, và các khu rừng trước đây bị suy thoái nặng nề.